# Gil Carrillo de Albornoz
Gil Carrillo de Albornoz y Espinosa, talvolta riportato nella forma italianizzata Egidio Albornozio (Talavera de la Reina, 1581 – Roma, 19 dicembre 1649), è stato un cardinale spagnolo.

## Biografia
Gil de Albornoz y Espinosa nacque a Talavera de la Reina nel 1581, figlio di Francisco de Albornoz, già cavaliere di Calatrava, e di sua moglie Felipa de Espinosa, la quale a sua volta era nipote del cardinale Diego Espinosa y Arévalo.

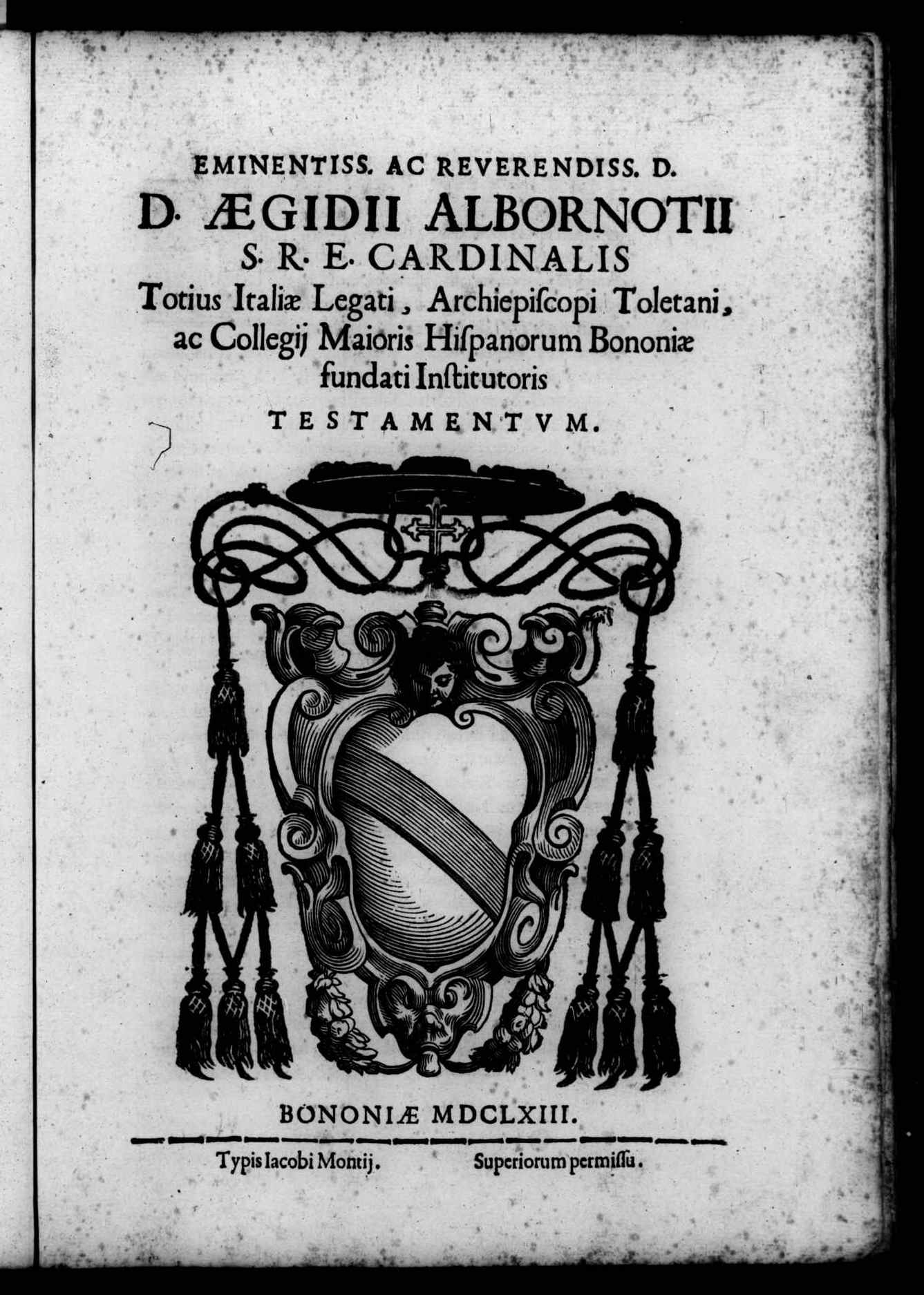
Testamento del cardinale de Albornoz (Testamentum cardinalis Egidi Albornotii), 1663

Egli compì i propri studi al Colejo Mayor di Oviedo e poi all'Università di Salamanca dove ottenne il dottorato in diritto civile. Intenzionato a intraprendere la carriera ecclesiastica in quanto figlio ultrogenito, divenne uditore delle cancellerie di Valladolid e Granada e vicereggente del consiglio regio nonché capitano generale di Navarra e membro del consiglio generale dell'inquisizione. Arcidiacono di Valpuesta (presso Burgos) dal 1617, rimase in carica sino al 1627 quando venne nominato canonico della cattedrale di Siviglia.
Su istanza di Filippo IV di Spagna venne promosso al cardinalato e pertanto papa Urbano VIII lo elevò al rango di cardinale nel concistoro del 30 agosto 1627 concedendogli la berretta rossa ed il titolo cardinalizio di Santa Maria in Via. Il re di Spagna, in aggiunta, gli garantì l'arcidiaconato di Écija e gli riconfermò il titolo di canonico a Siviglia il 22 febbraio 1628. Il progetto di Filippo IV di servirsi del cardinale de Albornoz per esercitare la propria pressione su Urbano VIII ebbe successo e fu proprio il cardinale ad avere un ruolo fondamentale nei contrasti con la Francia di Mazzarino e nella questione della Guerra di Castro.
Eletto arcivescovo di Taranto il 23 settembre 1630, venne consacrato a Roma il 6 ottobre 1630 nella basilica di San Giovanni in Laterano per mano del cardinale Gaspar Borja Velasco, vescovo di Albano, assistito da Benedetto Baaz, vescovo di Umbriatico, e da Martín de León Cárdenas, vescovo di Trivento. Rappresentante ufficiale della Spagna nel Sacro Collegio dei Cardinali dal 1632, dal luglio 1634 al novembre del 1635 fu governatore del Ducato di Milano e il 30 marzo 1637 diede le dimissioni dalla propria arcidiocesi. Consigliere di stato dal 1638, optò per il titolo di San Pietro in Montorio il 2 agosto 1643. Camerlengo del Sacro Collegio dei Cardinali dal 14 marzo 1644, mantenne tale incarico sino all'8 gennaio 1646. Prese parte al conclave del 1644 che elesse papa Innocenzo X opponendo però il veto del re di Spagna sull'elezione del cardinale Giulio Cesare Sacchetti.
Dopo il conclave, sebbene gli fosse stato chiesto di fare ritorno in Spagna, continuò a risiedere a Roma sino alla sua morte, avvenuta il 19 dicembre 1649 alle ore 15:00. Venne successivamente sepolto nella chiesa di Sant'Anna al Quirinale.

## Genealogia episcopale
La genealogia episcopale è:
- Cardinale Guillaume d'Estouteville, O.S.B.Clun.
- Papa Sisto IV
- Papa Giulio II
- Cardinale Raffaele Riario
- Papa Leone X
- Papa Paolo III
- Cardinale Francesco Pisani
- Cardinale Alfonso Gesualdo
- Papa Clemente VIII
- Cardinale Pietro Aldobrandini
- Cardinale Laudivio Zacchia
- Cardinale Antonio Barberini, O.F.M.Cap.
- Cardinale Gaspar de Borja y Velasco
- Cardinale Gil Carrillo de Albornoz

La successione apostolica è:
- Vescovo Jerónimo Domín Funes, O.Carm. (1637)
- Arcivescovo Dionigi Odriscol, O.F.M.Obs. (1640)
- Vescovo Marcello Stella (1640)
- Vescovo Miguel de Torres, O.P. (1644)
- Vescovo Marco Antonio Gussio (1644)
- Cardinale Alfonso de la Cueva-Benavides y Mendoza-Carrillo (1644)
- Arcivescovo Gaspar de Creales Arce (1644)
- Vescovo Giovanni Tommaso Venetiani (1645)